# Sloanea tieghemii
Sloanea tieghemii är en tvåhjärtbladig växtart som först beskrevs av F. Müll., och fick sitt nu gällande namn av Albert Charles Smith. Sloanea tieghemii ingår i släktet Sloanea och familjen Elaeocarpaceae. Inga underarter finns listade i Catalogue of Life.